# بوب موريتي
بوب موريتي (بالإنجليزية: Bob Moretti)‏ هو سياسي أمريكي، ولد في 3 يونيو 1936، وتوفي في 12 مايو 1984. انتخب عضو جمعية ولاية كاليفورنيا.